# 石井敬之
石井 敬之（いしい けいし、1893年（明治26年）12月18日 - 1975年（昭和50年）4月3日）は、日本の海軍軍人。最終階級は海軍少将。位階勲等は正五位勲二等。

## 経歴
千葉県出身。1915年（大正4年）12月、海軍兵学校第43期を卒業し、1916年（大正5年）12月に海軍少尉に任官した。その後「肥前」「常盤」「潮」各乗組や、「千早」「若宮」各航海長兼分隊長などを歴任し、1926年（大正15年）12月に海軍大学校甲種第26期学生となった。1927年（昭和2年）12月、海軍少佐に進級し、「鬼怒」航海長兼分隊長などを経て、1932年（昭和7年）12月に海軍中佐に進級した。その後、海軍大学校教官、佐世保鎮守府参謀兼佐世保要塞参謀などを歴任した。
1937年（昭和12年）12月に海軍大佐に進級し、海軍艦政本部大阪監理官兼神戸監督官、駐満海軍部附、軍令部出仕を経て、1939年（昭和14年）3月に在ソビエト連邦大使館附武官兼在フィンランド国公使館附武官に任命された。1940年（昭和15年）11月に大湊要港部参謀長に就任し、1942年（昭和17年）2月10日に「摂津」特務艦長を経て、6月20日に「榛名」艦長に着任してガダルカナル島に出征。ヘンダーソン基地艦砲射撃や南太平洋海戦などで力戦した。1943年（昭和18年）5月1日に海軍少将に進級し、7月15日に海務院船員部長・航海訓練所長に就任した。同年8月には海事審議会専門委員、厚生省勤労局参与などを務め、11月1日に運輸通信省海運総局船員局長となり、11月13日から高等海員審判所長を兼ねた。
1944年（昭和19年）12月、軍令部出仕となり、1945年（昭和20年）1月29日に佐世保鎮守府参謀長兼補給部長に就任して終戦を迎えた。11月30日、予備役編入と同時に充員召集され、佐世保地方復員局長官に就任し、1946年（昭和21年）3月31日に第二復員省出仕・第二復員事務官となり、4月12日に充員召集解除となった。1947年（昭和22年）11月28日、公職追放の仮指定を受けた。

## 年譜
- 1915年（大正4年）12月16日 - 海軍兵学校卒業。磐手乗組[3]
- 1916年（大正5年）
  - 8月22日 - 摂津乗組[3]
  - 12月1日 - 海軍少尉、吾妻乗組[3]
- 1918年（大正7年）
  - 7月16日 - 肥前乗組[3]
  - 11月9日 - 常盤乗組[3]
  - 12月1日 - 海軍中尉[3]
- 1919年（大正8年）
  - 8月5日 - 潮乗組[3]
  - 12月1日 - 海軍水雷学校普通科学生[3]
- 1920年（大正9年）
  - 5月31日 - 海軍砲術学校普通科学生[3]
  - 12月1日 - 富士航海長心得兼教官[3]
- 1921年（大正10年）
  - 6月8日 - 秋風航海長心得兼分隊長心得[3]
  - 12月1日 - 海軍大尉、海軍大学校航海学生[3]
- 1922年（大正11年）12月1日 - 千早航海長兼分隊長[3]
- 1924年（大正13年）
  - 1月21日 - 松江航海長[3]
  - 12月1日 - 若宮航海長兼分隊長[3]
- 1925年（大正14年）12月1日 - 第1艦隊参謀兼副官兼連合艦隊参謀[3]
- 1926年（大正15年）12月1日 - 海軍大学校甲種学生[3]
- 1927年（昭和2年）12月1日 - 海軍少佐[3]
- 1928年（昭和3年）12月10日 - 鬼怒航海長兼分隊長[3]
- 1929年（昭和4年）
  - 11月30日 - 春日教官兼富士教官[3]
  - 12月20日 - 兼海軍水雷学校教官[3]
- 1930年（昭和5年）
  - 6月1日 - 兼海軍通信学校教官[3]
  - 12月16日 - 兼横須賀海軍航空隊教官[3]
- 1932年（昭和7年）12月1日 - 海軍中佐、海軍省教育局局員（1課）[3]
- 1933年（昭和8年）
  - 4月13日 - 横須賀鎮守府附[3]
  - 6月1日 - 海軍大学校教官[3]
  - 12月11日 - 伊勢航海長兼分隊長[4]
- 1934年（昭和9年）6月20日 - 佐世保鎮守府参謀兼佐世保要塞参謀[4]
- 1936年（昭和11年）
  - 8月1日 - 兼消滅[4]
  - 8月11日 - 兼長崎要塞参謀[4]
  - 11月2日 - 海軍艦政本部出仕兼造船造兵監督官[4]
- 1937年（昭和12年）12月1日 - 海軍大佐[4]
- 1938年（昭和13年）
  - 1月17日 - 大阪監督官兼神戸監督官[4]
  - 8月20日 - 駐満海軍部附[4]
  - 11月15日 - 軍令部出仕[4]
- 1939年（昭和14年） - 3月20日在ソビエト連邦大使館附武官兼在フィンランド国公使館附武官[4]
- 1940年（昭和15年）
  - 9月14日 - 命帰朝[4]
  - 11月28日 - 大湊要港部参謀長[4]
- 1942年（昭和17年）
  - 2月10日 - 摂津特務艦長[4]
  - 5月20日 - 連合艦隊司令部附[4]
  - 6月20日 - 榛名艦長[4]
- 1943年（昭和18年）
  - 5月1日 - 海軍少将[4]
  - 6月14日 - 軍令部出仕兼海軍省出仕[4]
  - 7月15日 - 海務院船員部長・航海訓練所長・海軍省軍務局御用掛[4]
  - 8月4日 - 海事審議会専門委員[4]
  - 8月18日 - 厚生省勤労局参与[4]
  - 11月1日 - 運輸通信省海運総局船員局長・航海訓練所長[4]
  - 11月13日 - 兼高等海員審判所長[4]
- 1944年（昭和19年）
  - 12月15日 - 依願免[4]
  - 12月19日 - 軍令部出仕[4]
- 1945年（昭和20年）
  - 1月29日 - 佐世保鎮守府参謀長兼補給部長[4]
  - 11月30日 - 予備役、充員召集・佐世保地方復員局長官[4]
- 1946年（昭和21年）
  - 3月31日 - 第二復員省出仕・第二復員事務官[4]
  - 4月12日 - 充員召集解除[4]
- 1947年（昭和22年）
  - 11月28日 - 公職追放仮指定